# 周回
| ウィキペディアには「周回」という見出しの百科事典記事はありません（タイトルに「周回」を含むページの一覧/「周回」で始まるページの一覧）。 代わりにウィクショナリーのページ「周回」が役に立つかもしれません。 |